# Consiglio di Stato (Cuba)
Il Consiglio di Stato  (in spagnolo: Consejo de Estado), è un corpo di governo di Cuba composto da 31 membri, eletto dall'Assemblea nazionale del potere popolare. Ha l'autorità di esercitare la maggior parte dei poteri legislativi tra le varie sessioni dell'Assemblea nazionale del potere popolare, ed è soggetta alla sua approvazione, ha anche l'autorità di richiamare delle sessioni dell'Assemblea Nazionale programmate di norma due volte ogni anno. La membership del Consiglio di Stato è composta da un Presidente, un Segretario, un Primo Vicepresidente, cinque Vicepresidenti e 27 membri addizionali.
Il Presidente, il Primo Vicepresidente e i cinque Vicepresidenti sono anche membri del Consiglio dei ministri. Con il passaggio della Costituzione cubana del 2019, la direzione del Consiglio di Stato è stata trasferita dal Presidente di Cuba al Presidente dell'Assemblea nazionale del potere popolare.